# Меркулов, Юрий Александрович
Ю́рий Алекса́ндрович Мерку́лов (15 [28] апреля 1901, Рассказово, Тамбовская губерния — 13 февраля 1979, Москва) — советский художник, мультипликатор, режиссёр, изобретатель, организатор производства, теоретик кино, актёр, общественный деятель, один из основателей советской школы графической и объёмной мультипликации.

## Биография

### Ранние годы
Родился в обеспеченной многодетной семье. Его отец Александр Николаевич Меркулов (1869—1924) был известным хирургом, соратником Николая Семашко, создателем и директором Травматологического института, занимался организацией госпиталей по всей стране и часто переезжал с места на место. Будучи «человеком широких взглядов», он отдал свою 11-комнатную квартиру нуждающимся, поселив семью в 9-метровой комнате. Мать Мария Карловна (1870—1944) была пианисткой, посвятившей себя воспитанию семерых детей, обучала их музыке и немецкому языку.
Рано заинтересовался живописью и поступил в училище Фёдора Рерберга. Во время гражданской войны работал санитаром в госпитале, служил во флоте и обучал моряков-художников; в дальнейшем морская тематика стала его страстью. Свой творческий путь начинал как художник Особой кавалерийской бригады в Москве. Сотрудничал с Владимиром Маяковским: рисовал политические плакаты для «Окон сатиры РОСТА», расписывал агитпоезда, казармы, оформлял праздники и массовые шествия, изготавливал вывески и т. д. В качестве художника-оформителя участвовал в создании спектакля «Мистерия-буфф» в Театре РСФСР 1-м.
Обучался во ВХУТЕМАСе в мастерской Ильи Машкова, которую окончил в 1923 году. Дипломной работой стал живописный портрет Семёна Будённого. Входил в состав группы «проекционистов» и выделившихся из них «конкретивистов», а в 1925 году стал одним из членов-учредителей Общества художников-станковистов (ОСТ).

### Кино и мультипликация
Совместно с Даниилом Черкесом начал изготовление первых в стране мультфильмов — т. н. «анимационных плакатов» для агитпоездов, основанных на карикатурах художников Дмитрия Моора, Михаила Черемных, Виктора Дени. В 1924 году вместе с Николаем Ходатаевым и Зеноном Комиссаренко готовил эскизы для экспериментального научно-фантастического фильма «Аэлита». На предложение добавить в картину мульт-вставки, совмещённые с актёрской игрой, режиссёр Яков Протазанов ответил отказом. Тогда все трое организовали собственное Экспериментальное бюро мультипликации при Государственном техникуме кинематографии, где создали один из первых в СССР мультфильмов «Межпланетная революция» в технике плоской марионетки (перекладки), представлявший собой пародию на «Аэлиту».
В 1925 году к команде присоединились Иван Иванов-Вано, сёстры Брумберг, Владимир Сутеев, Ольга Ходатаева. Совместно они поставили один из первых в мире полнометражных мультфильмов «Китай в огне» о европейском вмешательстве в китайскую революцию (фильм был выполнен по заказу советского правительства). Как пишет Сергей Капков, картина насчитывала 1000 метров плёнки, что при тогдашней скорости проекции занимало более 50 минут экранного времени.
В 1926 году вместе с Ивановым-Вано создал мультвставки для первого советского научно-популярного фильма «Механика головного мозга» режиссёра Всеволода Пудовкина, который получил высокую оценку как среди отечественных специалистов (Иван Павлов), так и за рубежом (в частности, использовался в качестве учебного пособия в Англии). Меркулов самостоятельно сконструировал станок для съёмок с различными приспособлениями.
В 1927 году перешёл на «Межрабпом-Русь», где организовал студию по производству мультипликационной политической рекламы и шаржей. В том же году поставил первый советский натурно-графический фильм для детей «Сенька-африканец» / «Крокодил Крокодилович» совместно с Черкесом и Ивановым-Вано. В нём мультипликационные фрагменты совмещались с документально-игровыми кадрами. Оформил мульт-вставки для комедии «Поцелуй Мэри Пикфорд».
В 1928 году запустил первый в СССР кукольный мультсериал о приключениях человечка Братишкина. Персонаж представлял собой объёмную марионетку (куклу) на шарнирах, которая взаимодействовала с реальным миром, в том числе с людьми. Впоследствии Меркулов уступил режиссёрское кресло начинающему Александру Птушко. Совместно с Леонидом Амальриком и Львом Атамановым организовал мастерскую при «Госвоенкино» для производства военно-учебной мультипликации.
В 1929 году поставил мультипликационно-игровой фильм о 1-й Конной армии, идею которого вынашивал многие годы. В его основу лёг рассказ смертельно раненого бойца Красной армии, который он услышал в 1919 году будучи санитаром в госпитале. Оператором выступил Эдуард Тиссе. Фильм пользовался большой популярностью — семья Меркулова несколько лет жила на отчисления с кинопоказов.
В 1950—1960 годы продолжил создавать мультипликационные политические киноплакаты на злобу дня, а также мульт-вставки для художественного и документального кино. Обладал фактурной внешностью, и кинорежиссёры нередко приглашали его на эпизодические роли дворян, помещиков и аристократов.

### Помимо кинематографа
Участник Великой Отечественной войны.
Меркулов находил разное воплощение для своих идей. Так, в 1930-е годы в Центральном парке культуры и отдыха он построил модель гидроплана; чтобы желающие могли ощутить «эффект полёта», в иллюминаторы были встроены сменяющие друг друга виды военных и гражданских объектов, а на борту размещался аттракцион для стрельбы по мишеням.
Как реставратор работал над восстановлением Воронцовского дворца в Севастополе, где планировал открыть Музей морской славы России с панорамным видом. В 1939 году был назначен главным художником первой выставки Военно-Морского Флота СССР, также прошедшей в Парке Горького.
Занимался живописью и агитпропом. В частности, ему принадлежат такие известные плакатные работы как «Готовим отпор» (1925), «Знамя Ленинского комсомола должно реять на линкоре!» (1930-е), «Бить врага по-снайперски, по-гвардейски!» (1942, совместно с П. Т. Мальцевым).
Был женат на Антонине Васильевне Меркуловой, которую встретил в Севастополе. У пары родилась дочь Нина. Собирал редкие старинные книги по истории искусств. Мечтал создать Музей кино.
Скончался 13 февраля 1979 года. Похоронен в Москве в семейном захоронении на Новодевичьем кладбище (участок 3, ряд 3).
Жизни и творчеству Юрия Меркулова посвящены выпуски 15, 22 и 23 из цикла «Анимация от А до Я» Ирины Марголиной (REN-TV, 1997 год, ведущий Эдуард Назаров).

## Фильмография
- 1924 — Межпланетная революция (режиссёр-мультипликатор, сценарист, художник-постановщик)
- 1925 — 1905—1925 (режиссёр-мультипликатор)
- 1925 — Как Авдотья стала грамотной (режиссёр-мультипликатор, сценарист, художник-постановщик)
- 1925 — Китай в огне (режиссёр-мультипликатор, мультипликатор)
- 1926 — Стекольное производство (мультипликатор)
- 1926 — Механика головного мозга (мульт-вставки)
- 1926 — Политшаржи (мультипликатор)
- 1927 — Наш ответ Чемберлену (режиссёр-мультипликатор, художник) (не сохранился)
- 1927 — Поцелуй Мэри Пикфорд (мульт-вставки)
- 1927 — Пропавшая грамота (режиссёр-мультипликатор, сценарист) (не сохранился)
- 1927 — Руки прочь от Китая! (режиссёр-мультипликатор, сценарист) (не сохранился)
- 1927 — Сенька-африканец (режиссёр-мультипликатор, мультипликатор)
- 1927 — Цыплят по осени считают (режиссёр-мультипликатор, сценарист) (не сохранился)
- 1928 — Ночная тревога (Братишкин в казарме) (режиссёр-мультипликатор, художник-постановщик) (не сохранился)
- 1929 — Первая конная (режиссёр)
- 1929 — Приключения Братишкина (режиссёр-мультипликатор, сценарист, художник-постановщик)
- 1930 — Классы военных кораблей (режиссёр)
- 1930 — Красный флот (режиссёр)
- 1934 — Киножурнал «Советская деревня», фрагмент «Про пёстрого бычка» (режиссёр-мультипликатор, художник-постановщик)
- 1935 — Летающие игрушки (режиссёр-мультипликатор)
- 1935 — Махорка (режиссёр)
- 1936 — Английский язык (режиссёр)
- 1936 — Король цирка (сценарист)
- 1936 — Вот как делается бумажный парашют[10]
- 1937 — Перекоп (сценарист)
- 1955 — Северный полюс (мульт-вставки) (документальный)
- 1958 — Наш милый доктор (мульт-вставки)
- 1958 — Я был спутником Солнца (мульт-вставки)
- 1959 — Методы создания кукурузы (режиссёр-мультипликатор, мультипликатор)
- 1959 — Насреддин в Ходженте, или Очарованный принц (мульт-вставки)
- 1959 — Тайна кровавой крепости (мульт-вставки)
- 1960 — Зелёный друг (мульт-вставки)
- 1960 — Композитор Сергей Прокофьев (мульт-вставки) (документальный)
- 1960 — Русский сувенир (мульт-вставки)
- 1961 — Удар по облакам (мульт-вставки)
- 1962 — Маленькие мечтатели (фрагмент «Юлькин день», мульт-вставки)
- 1965 — Миру — мир (режиссер, сценарист)
- 1965 — Мы с тобой, Куба! (режиссёр-мультипликатор, сценарист)
- 1965 — Под суд расхитителей хлеба! (режиссёр-мультипликатор, сценарист)